# Palácio das Nações
O Palácio das Nações em Genebra, Suíça, foi construído entre 1929 e 1937 e foi primeiro a sede da Liga das Nações (SDN) até 1946 quando é ocupado pela Organização das Nações Unidas (ONU) e em 1966 tornar-se a Sede Europeia das Nações Unidas (United Nations Office at Geneva - ONUG), e o segundo mais importante depois da sede das ONU em Nova Iorque.
O edifício, situado na Rua da Paz, ocupa os terrenos que pertenciam ao Parque Ariana em Genebra — e isto mesmo se a Suíça só entrou para a organização em 2002. A organização é o "centro" da chamada Genebra Internacional. Na mesma rua encontra-se a sede do CICR, e em frente à porta principal OMPI.

## A ONUG
Anualmente efetuam-se cerca de 8 000 reuniões com mais de 500 participante cada nas 34 salas de conferência. Uma parte do palácio está aberto aos visitantes e cerca de 100 000 o fazem todos os anos.
No palácio também se encontram escritório de outros organismos das NU como:
- Agencia Internacional de Energia Atómica - AIEA (UNAE)
- Conferência das Nações Unidas sobre Comércio e Desenvolvimento - CNUCED (UNCTAD)
- Organização das Nações Unidas para a Alimentação e Agricultura - ONUAA (FAO)
- Organização das Nações Unidas para o Desenvolvimento Industrial - ONUDI (ONIDU)
- Organização das Nações Unidas para a Educação, a Ciência e a Cultura - ONUESC (UNESCO)

## História
Depois da fundação da Liga das Nações (SDN) a 10 de Janeiro de 1920, abre-se o concurso para construção do palácio. Como o júri não consegue escolher entre as 377 propostas encarrega os arquitectos Carlo Broggi (Itália), Julien Flegenheimer (Suíça), Camille Lefèvre e Henri-Paul Nénot (França) e Joseph Vago (Hungria) de elaborarem um projecto comum em estilo neoclássico. Na altura da cerimónia da primeira pedra é colocação uma cápsula com a assinatura e de moedas de todos os membros da SDN.
O Parque Ariana , onde esta hoje situado o palácio, foi oferto à cidade de Genebra pela família Revilliod de La Rive na condição que "o seu pavão possa deambular livremente no parque", que o Senhor de La Rive aí seja enterrado e o parque seja aberto ao público.

## Arte

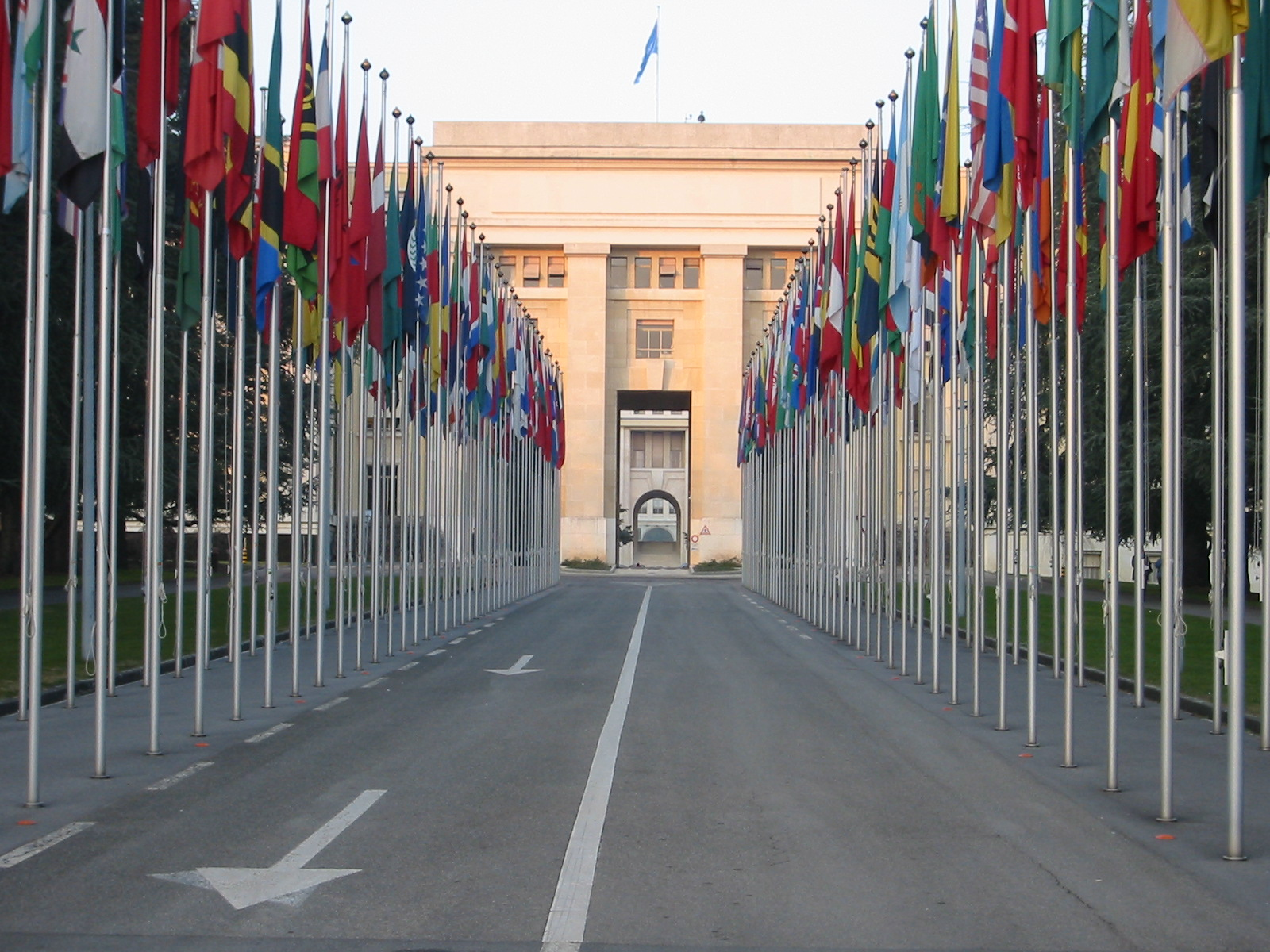
Bandeiras dos países membros

- No edifício principal encontra-se a escultura para a não proliferação das armas nucleares de Clemens Weiss, ofertada pela Alemanha em 1996.[5]
- A cúpula da Sala de conferências XX é refeita pelo artista espanhol Miquel Barceló oferta de Espanha em 2008.[6]
- No muro do portão principal do palácio, encontra-se um fresco em cerâmica de 60 m de comprimento, obra do pintor nonagenário suíço Hans Erni oferta pela Suíça em 2009.[7]

## Ligações Externas
- «Sitio Sede Europeia das Nações Unidas (ONUG)» (em inglês)
- Em GoogleMaps entrar: Place des Nations, Genève, Suisse